# 李维伦
李维伦（1932年—），男，江苏如东人，中华人民共和国政治人物，曾任中共西藏自治区党委宣传部部长，西藏自治区人大常委会副主任。